# Riksväg 26
Der Riksväg 26 ist eine schwedische Fernverkehrsstraße in Hallands län, Jönköpings län, Västra Götalands län, Värmlands län und Dalarnas län.

## Verlauf

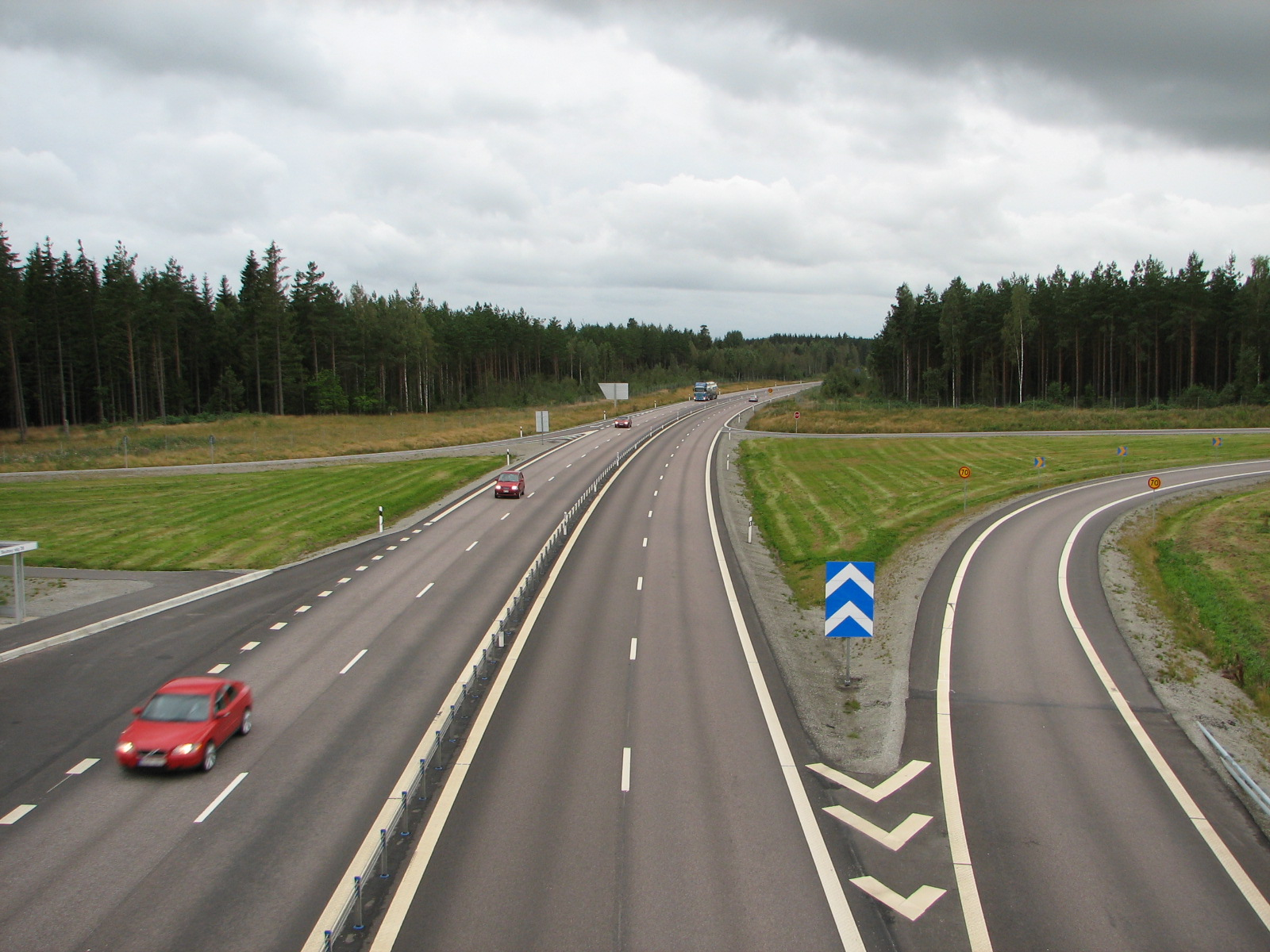
Die vierspurig ausgebaute Straße am Trafikplats Skultorp (2007)

Die Straße beginnt in Halmstad am autobahnartig ausgebauten Europaväg 6 (zugleich Europaväg 20) und verläuft in nordöstlicher Richtung über Hyltebruk, Smålandsstenar und Gislaved, wo sie den Riksväg 27 kreuzt, zum Riksväg 40, mit dem sie gemeinsam nach Jönköping führt, sich dort nach Nordwesten wendet und gemeinsam mit dem Riksväg 47 Mullsjö erreicht. Von dort verläuft sie weiter in nördlicher Richtung, trennt sich nach 14 km vom Riksväg 47, kreuzt den Länsväg 193 bei Tidaholm, nimmt südlich von Skövde den Riksväg 46 auf und kreuzt in Skövde den Riksväg 49. Bei Mariestad wird sie über 12 km gemeinsam mit dem Europaväg 20 geführt. Sie folgt dann dem Ostufer des Vänern bis Kristinehamn, wo sie den Europaväg 18 kreuzt. In Storfors nimmt sie den Länsväg 237 auf. Von Filipstad an verläuft sie über 10 km gemeinsam mit dem Riksväg 63. Im weiteren Verlauf erreicht sie die historische Landschaft Dalarna und kreuzt in Vansbro den Europaväg 16. Schließlich erreicht sie am Südende des Sees Venjansjön den Europaväg 45 und verläuft zusammen mit diesem nach Mora am See Siljan, wo sie endet.
Die Länge der offiziell als Fernverkehrsstraße (stamväg) ausgewiesenen Straße beträgt rund 580 km. Sie ist damit die längste Reichsstraße, die nicht zugleich als Europastraße ausgewiesen ist.

## Geschichte
Die Straße trägt die geltende Nummer auf ihrer vollen Länge seit 2006.
Der Abschnitt zwischen Halmstad und Jönköping folgt dem historischen Nissastigen, welcher die Küste mit dem sog. „Småländska höglandet“ (ein Teil des Südschwedisches Hochlands) verbindet.